# Против всех врагов
«Против всех врагов» (англ. Against All Flags) — американский приключенческий фильм 1952 года, снятый режиссёрами Джорджем Шерманом и Дугласом Сирком.

## Сюжет
По поручению командования военно-морского флота отважный британский военно-морской офицер Брайан Хоук вместе с двумя моряками отправляются в пиратскую республику Либерталию, находящуюся на Мадагаскаре, мешавшую проходу торговых кораблей, идущих из Индии. Брайан Хоук, целью которого является борьба с пиратством, создающего трудности для морского торгового пути, представляется сообществу пиратов дезертиром, бежавшим с корабля, после чего проходит проверку и со своими двумя помощниками присоединяется к капитану Рока Бразилиано и его пиратам…

## В ролях
- Эррол Флинн — Брайан Хоук
- Морин О’Хара — Пруденс Стивенс («Спитфайр»)
- Энтони Куинн — капитан Рок Бразилиано
- Элис Келли — принцесса Патма
- Милдред Нэтвик — Молвина Макгрегор
- Роберт Уорик — капитан Кидд
- Гарри Кординг — Гоу
- Джон Олдерсон — Джонатан Харрис
- Фил Талли — Джонс
- Лестер Мэтьюз — сэр Клаудсли
- Оуэн Тюдор — Уильямс
- Морис Марсак — капитан Муассон
- Джеймс Крейвен — капитан Хорнсби
- Джеймс Фэрфакс — парикмахер Крукшенк

## Съёмочная группа
- Режиссёры: Джордж Шерман, Дуглас Сирк (нет в титрах)
- Продюсер: Ховард Кристи
- Сценаристы: Джозеф Хоффман, Эней Маккензи
- Оператор: Расселл Метти
- Композитор: Ханс Дж. Солтер